# Eole (motorfiets)
Eole is een historisch Belgisch merk van motorfietsen.
De bedrijfsnaam was: Ateliers A. Wafflard, Liége. Het merk bestond van 1899 tot 1908.
Ingenieur Wafflard had al in 1899 een patent op een bijzondere motorfiets, waarbij het hele "werkgedeelte" van de motor in een framebuis verwerkt was. Van buiten kon men absoluut niet zien dat dit iets anders dan een gewone fiets was. Zelfs de framebuis waarin de motor was ondergebracht was niet uitzonderlijk dik uitgevoerd. Dankzij aandrijving met een dunne aandrijfas was er ook geen ketting of riem zichtbaar.
Later produceerde Wafflard meer conventionele motorfietsen, waarbij hij inbouwmotoren van Kelecom-Antoine, Fafnir en (waarschijnlijk) eigen motoren gebruikte. Het waren waarschijnlijk de eerste Belgische motorfietsen met vering.